# Глава Республики Марий Эл
Глава Республики Марий Эл (луговомар. Марий Эл Республикын Вуйлатышыже, горномар. Мары Эл Республикын Вуйлатышы) — высшее должностное лицо Республики Марий Эл, возглавляющий исполнительную власть в республике.
Статус и полномочия главы Республики Марий Эл определяются главой 4 Конституции Республики Марий Эл.

## История
Должность президента Марийской ССР была введена в конце 1991 года.
С 1985 года, с приходом к власти Михаила Горбачёва, в СССР была объявлена политика Перестройки, направленная на реформирование политической и экономической системы СССР. Однако в конечном итоге это привело к углублению кризиса в стране. В период 1988—1991 сильно увеличился товарный дефицит; впервые с 1947 года была введена карточная система. На территории СССР разгорелся ряд межнациональных конфликтов. Союзные республики вступили с центром в «войну суверенитетов», объявив о приоритете своих законов над союзными и прекратив отчисление налогов. 12 июня 1990 года Съезд народных депутатов РСФСР принял Декларацию о государственном суверенитете республики.
12 июня 1991 года был избран президент РСФСР — Борис Ельцин. 19 августа от власти был отстранён президент СССР Михаил Горбачёв — в Москве начался Августовский путч. 20 августа Президиум Верховного Совета Марийской ССР обратился к гражданам республики с призывам сохранять конституционный порядок, спокойствие и выдержку, а также подтвердил приверженность Марийской ССР и далее оставаться в составе РСФСР.
В условиях усиливающегося кризиса Верховный Совет Марийской ССР XII созыва подготовил решение о введении поста президента.
17 октября 1991 года на седьмой сессии Верховного Совета Марийской ССР было решено ввести в республике поста президента. Депутаты Верховного Совета считали, что этот пост поможет республике в условиях надвигающегося экономического и политического кризиса сохранить стабильность и необходимые социальные гарантии.
8 декабря 1991 года состоялись выборы. Первым президентом был избран Владислав Максимович Зотин, вице-президентом Виктор Галавтеев (председателем Верховного Совета Марийской ССР избрали Юрия Минакова, ранее работавшего председателем Йошкар-Олинского исполкома Городского Совета народных депутатов).
22 марта 1992 года Республика Марий Эл в числе других субъектов Российской Федерации подписала Федеративный договор. А с 8 июля республика официально стала называться Республика Марий Эл — депутаты Верховного Совета убрали слово «автономная» из названия республики, стремясь таким образом поднять её статус. Это, ранее немыслимое действие, в условиях ослабления центральной власти и противостояния союзной и российской властных элит стало возможным.
3—4 октября 1993 года в Москве произошёл разгон Верховного Совета. Этому событию предшествовало взаимное выражение недоверия между президентом РФ Борисом Ельциным и Верховным Советом. 9 октября 1993 года президент прекращает полномочия Советов всех уровней, а в декабре вступает в действие Конституция, закрепляющая новое положение вещей.
10 ноября 1993 года состоялась последняя девятнадцатая сессия Верховного Совета Марийской АССР XII созыва.
24 июня 1995 года Конституционным Собранием Республики Марий Эл была принята Конституция Республики Марий Эл в своей первой редакции.
В декабре 2004 года по инициативе президента России В. В. Путина избрание высших должностных лиц (в том числе и президента Республики Марий Эл) было заменено на назначение законодательными органами (Государственное Собрание Республики Марий Эл) по представлению президента России. Действующие главы субъектов Российской Федерации получили возможность обратиться к президенту с просьбой о переназначении. Конституционный суд в 2006 году подтвердил конституционность назначения глав субъектов Российской Федерации, фактически пересмотрев свою правовую позицию 10-летней давности.
В 2009 году в Российской Федерации был изменён порядок формирования региональной власти: с июля право выдвижения кандидатур на должность глав республик, краёв и областей перешло к партии, победившей на региональных выборах.
С июня 2011 года должность президента Республики Марий Эл переименована в главу Республики Марий Эл.

## Список президентов и глав Республики Марий Эл
| № | Руководитель                      | Руководитель | Срок полномочий | Срок полномочий | Партийность                                  | Примечания |
| - | --------------------------------- | ------------ | --------------- | --------------- | -------------------------------------------- | --- |
| 1 | Владислав Максимович Зотин        |              | 24 декабря 1991 | 14 января 1997  | Коммунистическая партия Российской Федерации | |
| 2 | Вячеслав Александрович Кислицын   |              | 14 января 1997  | 17 января 2001  | Коммунистическая партия Российской Федерации | |
| 3 | Леонид Игоревич Маркелов          |              | 17 января 2001  | 6 апреля 2017   | ЛДПР, Единая Россия                          | 14 января 2015 года назначен временно исполняющим обязанности до избрания главы республики на выборах 13 сентября 2015 года. 13 сентября 2015 года переизбран главой республики. 21 сентября 2015 года вступил в должность главы Республики Марий Эл. |
| 4 | Александр Александрович Евстифеев |              | 6 апреля 2017   | 10 мая 2022     | беспартийный                                 | 6 апреля 2017 года назначен временно исполняющим обязанности до избрания главы республики на выборах 10 сентября 2017 года. 10 сентября 2017 года выбран главой республики. 21 сентября 2017 года вступил в должность главы Республики Марий Эл.      |
| 5 | Юрий Викторович Зайцев            |              | 10 мая 2022     |                 | Единая Россия                                | 10 мая 2022 года назначен временно исполняющим обязанности до избрания главы республики на выборах 11 сентября 2022 года. 23 сентября 2022 года вступил в должность главы Республики Марий Эл.                                                        |